# PORNORIVISTE (video)
PORNORIVISTE è un DVD del gruppo punk italiano Porno Riviste, pubblicato nel 2006 dalla Tube Records. Il DVD contiene filmati del Baraonda Music Festival di Tradate del 10 giugno 2005.

## Tracce
1. Il Pianeta del Panico
2. Siamo Noi
3. Gli Ultimi Secondi
4. Marea
5. Black Night
6. Come ti va
7. La Realtà
8. Tempi Cupi
9. Seduto su una Luce
10. Pinolo
11. Kasellante
12. Sogno
13. Medicina
14. Cazzi miei
15. L'uomo del Lunedì
16. Non lo sai (C.N.C.C.)
17. M.I.B.
18. Come Piace a me
19. Buoni Sconto

## Formazione
- Tommi - chitarra, voce
- Dani - chitarra, voce
- Marco - basso, cori
- Becio - batteria